# Ophraella nuda
Ophraella nuda es una especie de insecto coleóptero de la familia Chrysomelidae.
Fue descrita científicamente en 1986 por LeSage.